# Честер Нимиц
Честер Нимиц (енгл. Chester William Nimitz; Фредериксбург, 24. фебруара 1885 — Сан Франциско, 20. фебруара 1966) био је амерички адмирал који се истакао на Пацифичком ратишту у Другом светском рату.

## Војна служба
Од 1910. командовао је на неколико подморница, а 1913. постао је командант Атлантске подморничке флоте САД. Крајем Првог светског рата био је начелник штаба Атлантске флоте. Између два рата вршио је разне дужности као командант дивизије крстарица и командант дивизије бојних бродова.
После катастрофе у Перл Харбору, децембра 1941, дошао је на чело Пацифичке флоте САД. За команданта Пацифичког оперативног подручја постављен је априла 1942. Иако бројно слабији, нарочито у носачима авиона, успео је да извојује победу у бици код Мидвеја и да преотме од Јапанаца Соломонова, Гилбертова, Маршалова, Маријанска, Палау и филипинска острва, Иво Џиму и Окинаву. Новембра 1945. наследио је адмирала Кинга на дужности команданта ратне морнарице САД.
Из активне службе повукао се 1947. у чину адмирала флоте.